# Крем-сода

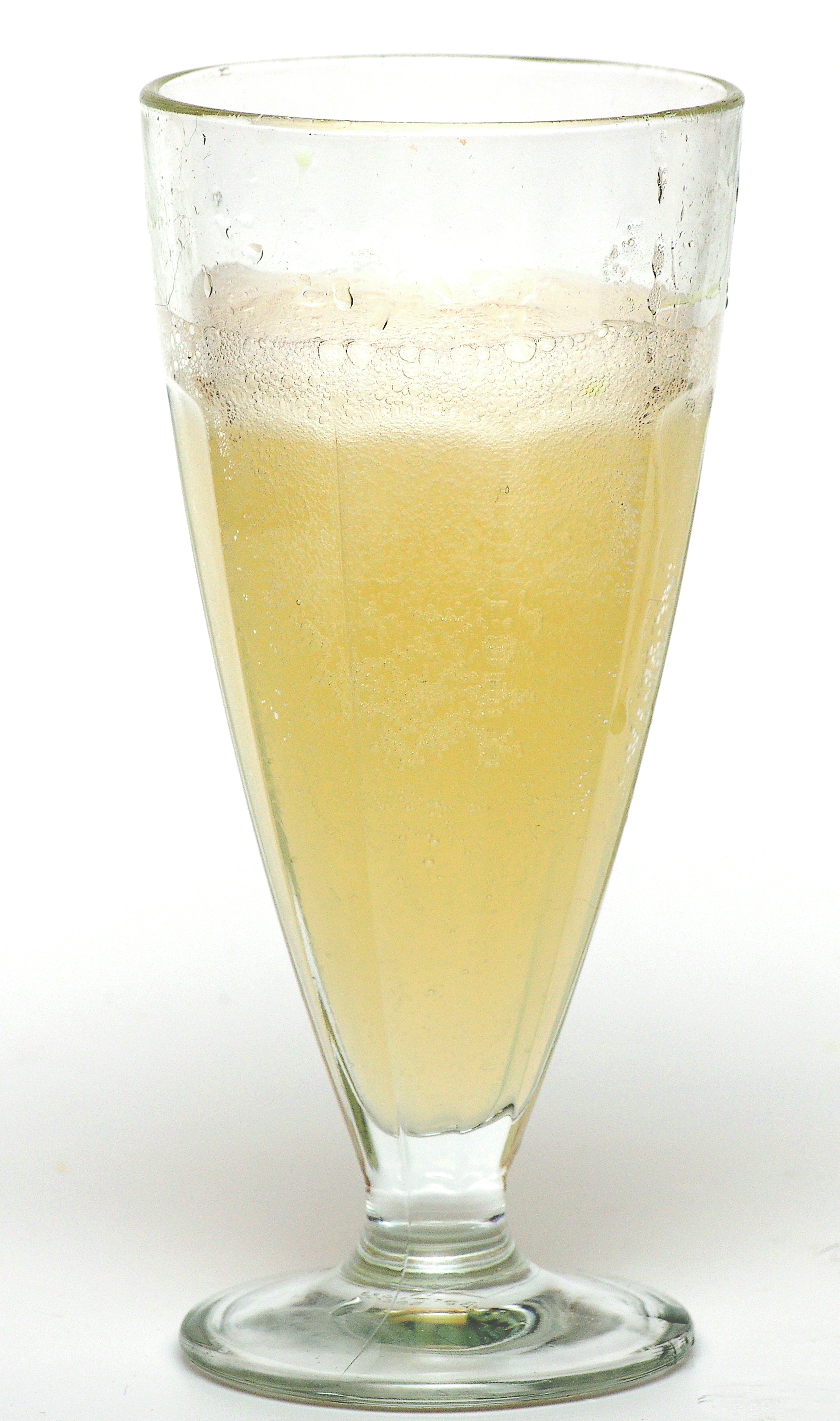

«Крем-сода» — безалкогольний сильногазований прохолодний лимонадний напій світлого рожево-жовтого кольору.
«Крем-сода» — один із перших (ймовірно, наступний після оригінального лимонаду) шипучих напоїв, які стали готувати на основі содової (газованої) води, винайденої наприкінці XVIII ст. зі збитих яєць}, звідси і походить слово «крем» у назві напою. На відміну від лимонаду, в якому первинним є лимонна основа, а газована складова прийшла згодом і історично не є обов'язковою, у крем-соді смакова складова та газована вода — необхідні та обов'язкові компоненти.

У СРСР напій на 1000 л готового продукту містив 0,7 кг смако-ароматичної основи, в якості якої використаний ароматизатор «крем-сода», що містить ванілін і кумарин (кумарин як компонент екстракту запашної або буркуну, в класичній радянській рецептурі), 77 кг цукру, 0,88 кг лимонної кислоти, 0,177 кг бензоату натрію (E211), 4,15 кг діоксиду вуглецю та інше - вода.